# Jacques Maritain
Jacques Maritain (fonetikusan: [ʒak maʁitɛ̃]; magyaros kiejtése kb.: zsák máriten) (Párizs, 1882. november 18. – Toulouse, 1973. április 28.) francia katolikus filozófus. A XX. század egyik legmeghatározóbb katolikus gondolkodója, a neotomizmus jelentős alakja. Munkássága nagyban hozzájárult Aquinói Szent Tamás újra felfedezéséhez, és egyik meghatározó alakja volt az emberi jogok egyetemes nyilatkozata megfogalmazóinak. Életműve szerteágazó: metafizikai, politikaelméleti, esztétikai, de foglalkozott oktatással, liturgikával, történetfilozófiával, kultúrfilozófiával, filozófiatörténettel és etikával is.

## Élete
Jacques Maritain 1882. november 18-án született Párizsban. Apja Paul Maritain ügyvéd, anyja Geneviève Favre, Jules Favre francia államférfi lánya. Liberális protestáns környezetben nőtt fel, de a vallás ekkor még nem játszott szerepet életében. A Sorbonne-on tanult, foglalkozott természettudományokkal, főleg fizikával, kémiával és biológiával. Ott ismerkedett meg az Oroszországból áttelepült zsidó származású Raïssa Oumançovval, akivel 1904-ben házasságot kötött, és egész életükben szellemileg is társai voltak egymásnak. A házaspár mindenáron az igazságot kereste, de azt a tudományosságban nem találta meg maradéktalanul, mert az nem tudott a legfontosabb egzisztenciális problémákra választ adni. Elhatározták – még házasságuk előtt – hogy egy éven belül öngyilkosok lesznek, ha nem találnak megfelelő válaszokat a problémáikra. Szerencséjükre egy barátjuk, az író és költő Charles Péguy meghívására 1901-1902 telén több alkalommal részt vettek Henri Bergson előadásán a Collège de France-ban. Ettől kezdve rendszeresen látogatták Bergson előadásait, akinek hatására közelebb kerültek a valláshoz. 1906-ban mindketten katolikus hitre tértek, és mindkettőjük keresztapja barátjuk, Léon Bloy író lett. 1906 őszétől Heidelbergbe költöztek, ahol Jacques biológiát tanult Hans Drieschtől, akinek neovitalista szemlélete vonzotta. Közben Raïssa megbetegedett, s lábadozása alatt lelkivezetője, a domonkos Humbert Clérissac felhívta figyelmüket a szintén domonkos Angyali Doktor, Aquinói Szent Tamás munkásságára. Maritain már kezdett egyre inkább eltávolodni Bergsontól, amit ez az ismeretség tovább erősített, és felfedezte a maga számára Szent Tamás mellett annak szellemi mesterét, Arisztotelészt, és a neoskolasztikát. Az Angyali Doktorban megtalálta hitének bölcseleti alapjait is.
Maritain 1912-től a Collège Stanislas párizsi katolikus iskolában tanított, majd 1914-től a híres Institut Catholique professzora lett, szintén Párizsban. 1923-ban a Párizs melletti Meudonba költözött feleségével. Itteni házuk a két világháború közötti francia szellemi élet egyik központja lett. Baráti körükhöz olyan kiválóságok tartoztak, mint Jean Cocteau, Paul Claudel, Georges Bernanos, Marc Chagall, Stravinsky. Maritain kapcsolatba került az ateista Charles Maurras vezetése alatt álló francia királypártiakkal, ám később elhatárolódott tőlük, miután XI. Piusz pápa 1926-ban elítélte mozgalmukat, az Action Française-t.
1933-ban tartotta első észak-amerikai előadását Torontóban, a Középkori Tanulmányok Pápai Intézetében. Később oktatott a Columbia Egyetemen, a Chicagói Egyetemen, a Notre-Dame Egyetemen. 1936-ban megjelent egyik legfontosabb írása: Az igazi humanizmus (a magyar fordítást Turgonyi Zoltán készítette). A második világháború alatt feleségével együtt az Egyesült Államokban élt. Tiltakozott a náci-kollaboráns Vichy-kormány és annak működése ellen, és segített az üldözött, menekült tudósoknak, közöttük sok zsidónak letelepedni Amerikában. 1945-1948 között Maritain volt Franciaország nagykövete a Vatikánban. 1948-tól a Princetoni Egyetemen tanított, ahol 1956-tól professzor emeritus. Közben részt vett az Emberi Jogok Egyetemes Nyilatkozatát megszövegező szerkesztőbizottság munkájában is.
1960-ban hazatértek Franciaországba, majd felesége még ugyanebben az évben meghalt. 1961-ben megismerkedett a Jézus Kistestvérei nevet viselő szerzetesrenddel, és toulouse-i házukba költözött, majd a rendnek 1971-ben a tagjává lett. 1965 decemberében Rómában Maritain vette át ünnepélyesen az ekkor lezáruló második vatikáni zsinatnak az értelmiséghez szóló üzenetét VI. Pál pápától, akire már korábban nagy hatást gyakorolt a francia gondolkodó munkássága. Noha Maritainnek komoly szerepe volt a zsinat szellemi előkészítésében, s hatása jelen van némely ekkor született dokumentumban, utolsó éveiben élesen szembefordult az Egyház azon köreivel, amelyek szerinte a Zsinat tanításait túl radikálisan értelmezve fölösleges engedményeket tettek a modern világnak, s ezzel veszélyeztették a katolikus hit épségét. A második vatikáni zsinat után, 1966-ban jelent meg Maritain gondolatainak egyfajta összegzéseként A garonne-i paraszt című műve (a magyar fordítást Turgonyi Zoltán készítette); ebben a művében fordult szembe azokkal, akik a zsinatra hivatkozva „térdre borulnak a világ előtt.” Jacques Maritain 1973. április 28-án hunyt el Toulouse-ban. Feleségével együtt boldoggá avatása folyamatban van.

## Munkássága
Maritain alapvetően metafizikus, aki a filozófiát a tudományok királynőjének tartotta, és minden erejével igyekezett azt megvédeni. 1917-ben a francia püspöki kar megbízásából elkezdett egy tankönyvsorozatot a katolikus gimnáziumok és szemináriumok számára. Végül csak egy mű készült el 1920-ban, amely A filozófia alapelemei címen jelent meg magyarul, de eredeti címe Éléments de philosophie, azaz „Filozófiai elemek.” Maritain szerint „A filozófus az emberi értelemben vett bölcs ember. Az, aki filozófussá lesz, arra vállalkozik, hogy az embereket foglalkoztató nagy kérdésekre megkeresi a legvilágosabb választ, ami csak emberileg lehetséges.”
Nagyon termékeny szerző volt, több mint 60 könyvet írt. Munkássága 1986-2008 között 17 kötetben jelent meg.

### Metafizika és ismeretelmélet
A metafizika Maritain számára teljes tapasztalat, ebben Bergsont követte. „Hatalmas művében, a Tudás fokozatai című ismeretelméleti összefoglalásában olyan »kritikus realizmust« képvisel, amely egyrészt megvédi az értelem jogait (Bergson túlzó intuicionalizmusával és a modern irracionalizmusokkal szemben) másrészt viszont azt is hangoztatja, hogy a megismerés alapja és végcélja az intuíció, a látás. Az emberi megismerés az érzékletes látástól egészen az Isten látásáig terjed.”

### Etika
Maritain egy természeti törvényre épülő etikát művelt. Tanítása szerint az emberi természeten alapul a természeti törvény, amelyhez az emberi jogok is tartoznak. Utóbbi gondolatáért lehetett egyik kidolgozója az ENSZ Emberi Jogok Egyetemes Nyilatkozatának. Maritain – a tomista és általában a katolikus hagyománnyal összhangban – vallja, hogy a természeti törvény ésszel felismerhető.

### Politikai filozófia
Maritain meglátása szerint a szekuláris humanizmus előbb-utóbb antihumánussá válik, mert az embert nem egészében vizsgálja. Ha kihagyjuk a természetfeletti dimenziót az ember vizsgálatából, akkor részleges, torzított humanizmust kapunk, amely – jobb híján – természetfeletti céljait is önmagában látja megvalósulni, s így egy sérült személy jön létre. Maritain a megoldást az igazi, teljes humanizmusban látja, amely a kereszténység segítségével fenntartja az ember transzcendensre való nyitottságát. Ebben a személetben együttműködést javasol a különböző szellemi nézőpontú emberek között, a közös gyakorlati célok megvalósítása végett. A hívő embernek aktívan részt kell vállalnia kora politikájában.
„Az a földi állam, amely – anélkül, hogy elismerné az eretnekséghez való jogot – az eretnekeknek is biztosítja a polgári szabadságjogokat, és az eszméiket és szokásaikat figyelembe véve meghatározott jogállát is megadja nekik – nem csak azért, mert el akarja kerülni a polgári viszályokat, hanem mert tiszteli és védi az ember természetét és a lelke univerzumában lakozó spirituális erőforrásokat –, nyilvánvalóan kevésbé segíti a személyek lelki életét annak tárgya szempontjából, mint egy kevésbé türelmes állam; alacsonyabban állapítja meg a bölcsesség és az erény vonatkozásában a követelményszintet, azaz a társadalom türelmesebb a rosszal és a tévessel szemben (mindazonáltal e szint sokkal magasabb, mint a liberalizmus „semleges” államában): de annál inkább segíti a személyek lelki életét a szubjektum szempontjából, akinek a társadalmival, a földivel szemben élvezett területenkívülisége – azon a jogcímen, hogy szellem, aki belülről tanítható az univerzum teremtője által – erősödik.”
Az igazi humanizmus mellett másik fontos politikai filozófiai munkája az amerikai konferenciasorozatát összefoglaló műve Az ember és az állam. Ebben a művében mind a politikában, mind a gazdaságban erkölcsi megújulást sürget, amely szerinte alternatívája lehet a liberális kapitalizmusnak. Maritain hatása kimutatható a kereszténydemokrata mozgalmakban.

### Esztétika
Maritainnek a költészet és a művészet iránti fogékonysága felesége, Raïssa hatásával magyarázható. Ebben a témában talán legfontosabb két műve A teremtő intuíció a művészetben és a költészetben valamint a Művészet és skolasztika című munkák. Utóbbiban az Arisztotelész és Szent Tamás által használt kategóriák segítségével elemzi az esztétika problémáit.

## Hatása
Nemzetközi Jacques Maritain Intézet: 1974. óta működő szervezet, központja Róma. Kutatásokat szervez az ember mint személyiség, a kultúra és a tudományok (főleg filozófia, szociológia, politológia, közgazdaságtan és jog) területén, amelyeknek kiindulási alapja a névadó filozófus munkássága.
Magyar Jacques Maritain Egyesület: 1993. május 12. óta működő laikus jellegű, katolikus szellemiségű, ökumenikus társaság. Célja Jacques Maritain életművének fordítása, megismertetése.

## Magyarul megjelent művei
- Mi európaiak; többekkel; összeáll., ford. Just Béla; Vigila, Bp., 193?
- Kereszténység és demokrácia; s.n., New York, 1952 (Iránytű)
- Raissa Maritain: Nagy barátságok; ford. Rozorné Jávor Tünde, versford. Kerekes Károly / Jacques Maritain: A filozófia alapelemei. Általános bevezetés a filozófiába; ford. Dabóci Mária; Szt. István Társulat, Bp., 1986
- Az igazi humanizmus. Egy új keresztény társadalom evilági és lelki vonatkozásai; előszó Georges Cottier, ford. Turgonyi Zoltán, Dabóczi Mária; Római Katolikus Egyházi Gyűjtemény, Sárospatak, 1996
- A garonne-i paraszt. Egy öreg laikus töprengése napjaink kérdésein; ford. Turgonyi Zoltán; Szt. István Társulat–Kairosz, Bp., 1999

### Magyarul
- Frenyó Zoltán – Turgonyi Zoltán: Jacques Maritain; L’Harmattan, Budapest, 2006. ISBN 963-7343-60-1 (A könyv végén olvasható Maritain összes műveinek listája, külön közli a magyarul megjelent művek listáját, jó válogatást ad a nemzetközi szakirodalomból, továbbá megadja az addig magyarul megjelent összes Maritainről szóló írást.)
- Dabóci Mária: Igazságkeresés és Jacques Maritain. In: Debreceni Szemle, 2001/1. 55-59. oldal
- Frenyó Zoltán: Maritain magyar hatása. In: Vigilia, 2000/3. 186-193. oldal
- Frenyó Zoltán: Jacques Maritain és a humanizmus keresztény eszméje. In: Debreceni Szemle, 2001/1. 89-101. oldal
- Frenyó Zoltán – Turgonyi Zoltán: Jacques Maritain; L’Harmattan, Budapest, 2006. ISBN 963-7343-60-1
- Havas László: Maritain és a klasszikus antikvitás. In: Debreceni Szemle, 2001/1. 78-88. oldal
- Horkay Hörcher Ferenc: Jacques Maritain. In: Vigilia, 2001/8.
- Horváth Pál: A modern katolikus gondolkodás története; Kairosz Kiadó, Budapest, 2008. ISBN 978-963-662-198-8
- Kecskés Pál: A bölcselet története főbb vonásaiban; Gede Testvérek, Budapest, 2001. ISBN 963-9298-17-4
- Kussbach, Erich: Jacques Maritain, az emberi jogok keresztény filozófusa. In: Jogtudományi Közlöny, 53. évfolyam (1998), 12. szám, 459-471. oldal
- Maritain, Raïssa: Nagy barátságok; Szent István Társulat, Budapest, 1986. ISBN 963-360-369-2
- Nyíri Tamás: A filozófiai gondolkodás fejlődése; Szent István Társulat, Budapest, é.n. ISBN 963-361-014-1
- Rónay György: Im memoriam Maritain. In: Vigilia, 1973/7.
- Szabó Ferenc: Keresztény gondolkodók a XX. században; Agapé Kiadó, Szeged, 2004. ISBN 963-458-284-2
- Szabó Ferenc: J. Maritain politikai filozófiája. Egy római nemzetközi kollokvium tanulságai. In: Távlatok, 63. szám, 2004/1. 3-11. oldal
- Turgonyi Zoltán: Jacques Maritain Bergson-kritikája. In: Szabó Ferenc (szerk.): Száz év után – Eszméletcsere. Bergson eszméinek hatása a XX. század spirituális megújulására. Budapest, Távlatok – Faludi Ferenc Akadémia, 2011. 29-44. oldal
- Turgonyi Zoltán: Jacques Maritain a politikáról. In: Magyar Szemle, 1994. 12. 1320-1327. oldal